# Jack De Sena
John Patrick De Sena, meglio noto come Jack De Sena (Boston, 6 dicembre 1987), è un attore e doppiatore statunitense.

## Biografia
Nato a Boston, si è trasferito a Irvine all'età di 12 anni.

## Carriera
Attivo dal 2004 è noto come doppiatore in vari film, tra cui Uno zoo in fuga.